# Chasmistes
Genre
Chasmistes est un genre de poisson à nageoires rayonnées de la famille Catostomidae. Les espèces du genre vivent en eau douce, dans l'ouest américain. Plusieurs des espèces sont gravement menacées. Deux sont éteintes dont une est seulement connus à partir de fossiles.

## Liste d'espèces
Selon FishBase (16 avril 2015) :
- Chasmistes brevirostris Cope, 1879
- Chasmistes cujus Cope, 1883
- Chasmistes fecundus Cope & Yarrow, 1875
- Chasmistes liorus Jordan, 1878
- Chasmistes muriei Miller & Smith, 1981

### Note
Espèces éteintes :
- Chasmistes muriei R. R. Miller & G. R. Smith, 1981 †
- Chasmistes spatulifer R. R. Miller & G. R. Smith, 1967 †

## Galerie

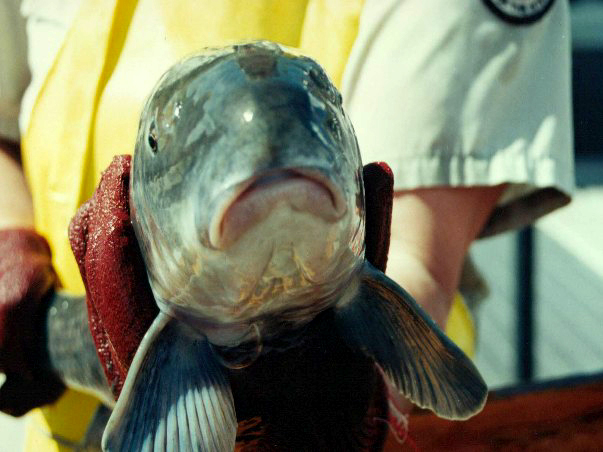
Chasmistes cujus
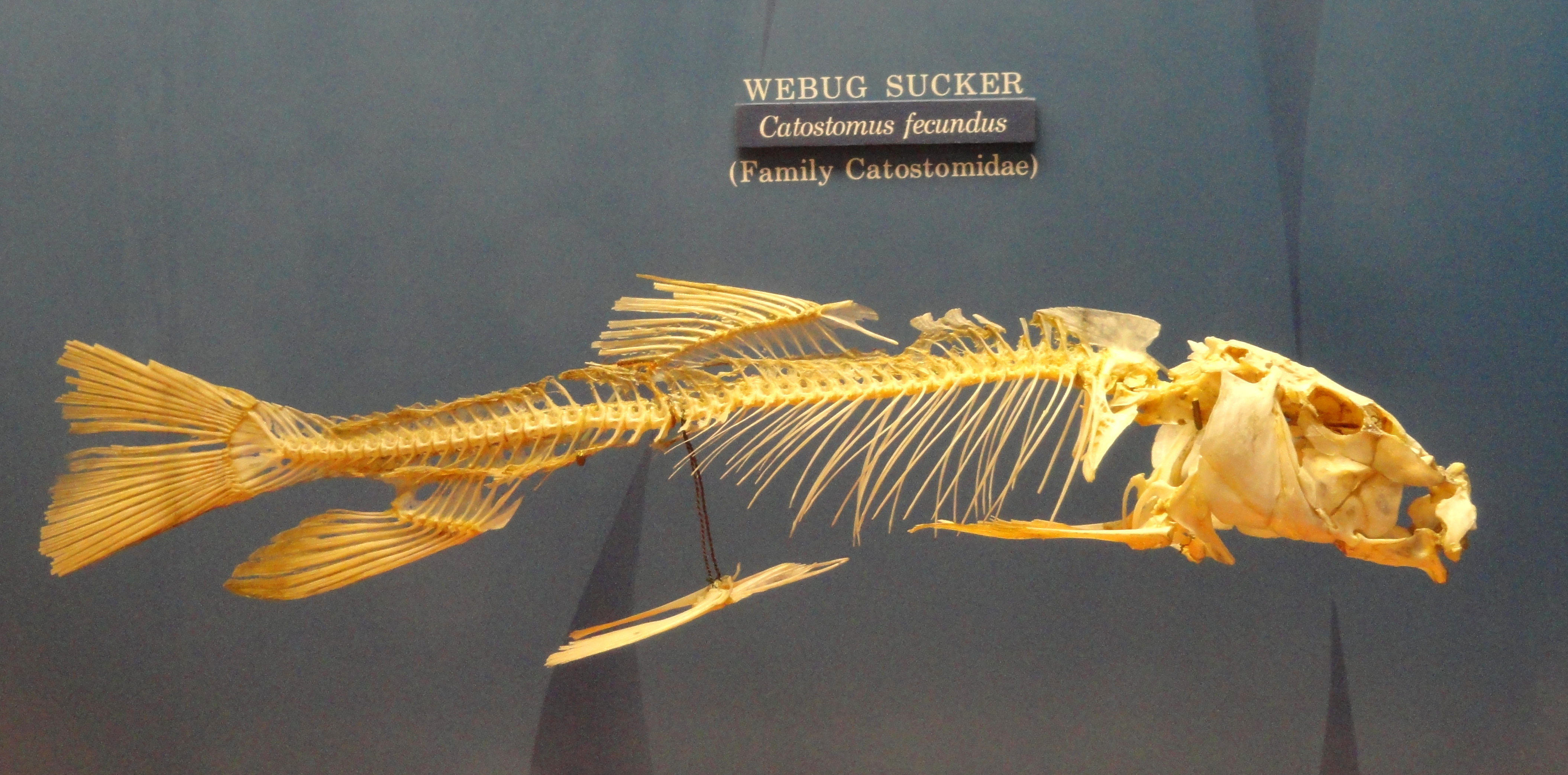
Chasmistes fecundus (Musée USA)